# Wäsche
Das Wort Wäsche bezeichnet sowohl den Vorgang des Reinigens (Waschens) von Textilien in Wasser als auch eine bestimmte Gruppe von waschbaren Textilien.

## Wäsche als Waschvorgang

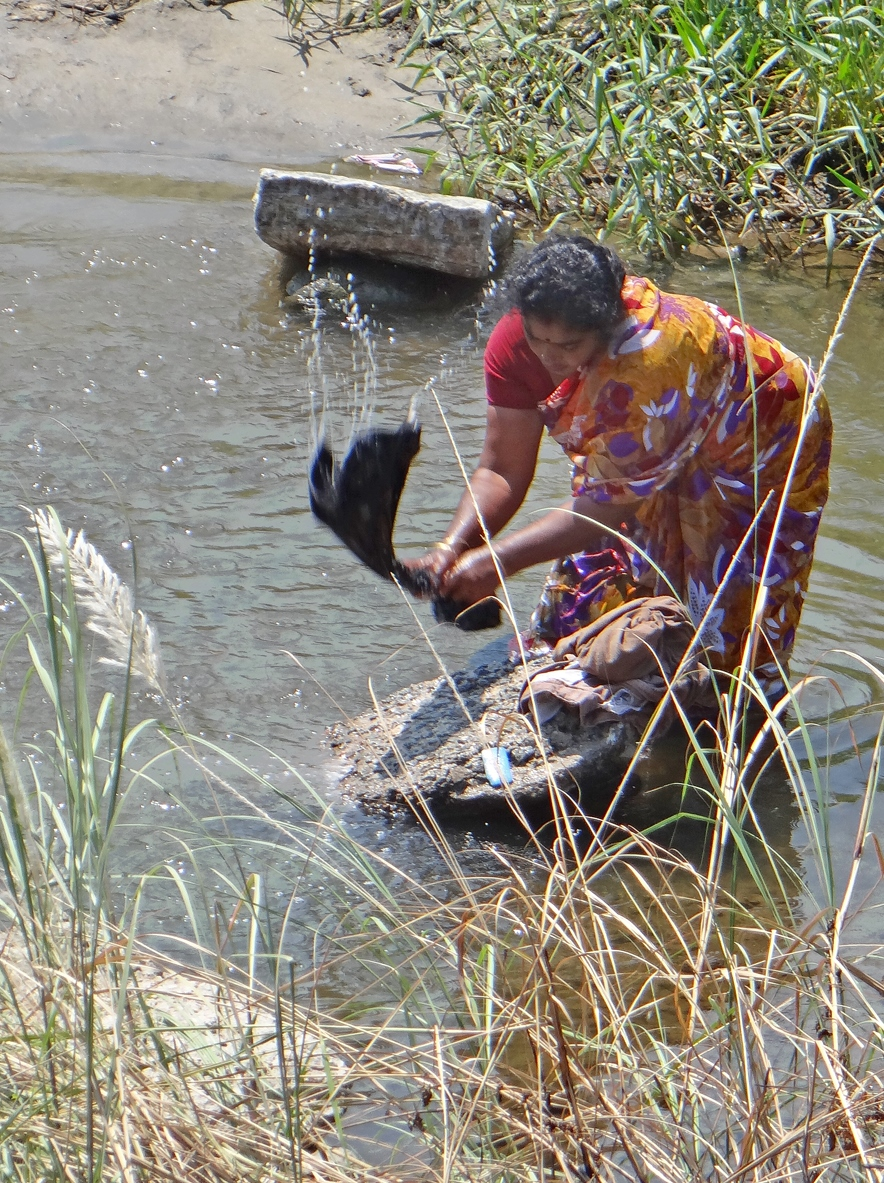
Wäsche waschen am Fluss

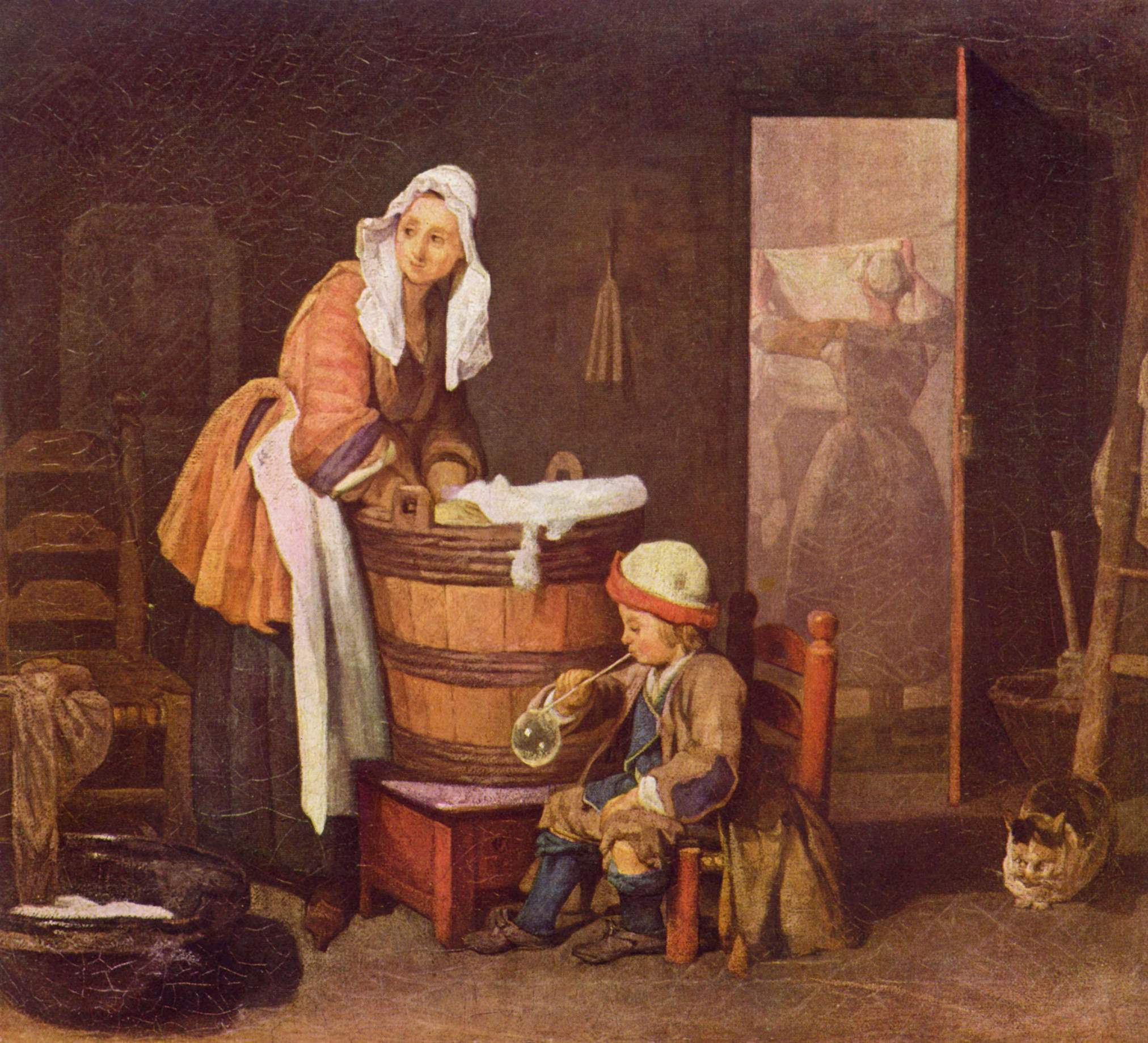
Jean Siméon Chardin: Die Wäscherin (um 1735)

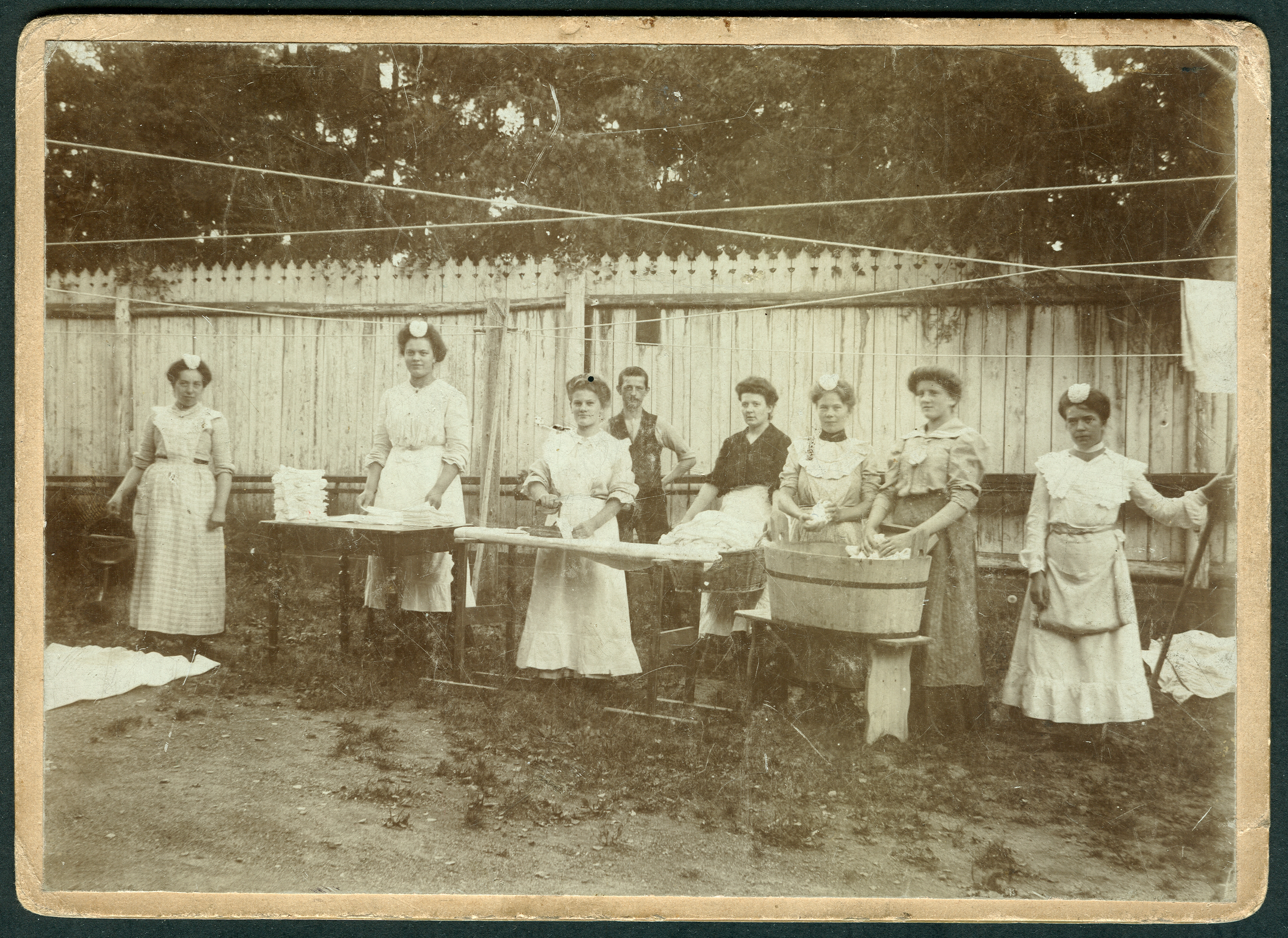
„Zeigt her, Eure Füße, zeigt her, Eure Schuh“: Waschtag als reine Handarbeit mit 8 Hausangestellten einer Herrschaft;
Foto im Kabinettformat, zwischen 1880 und 1890

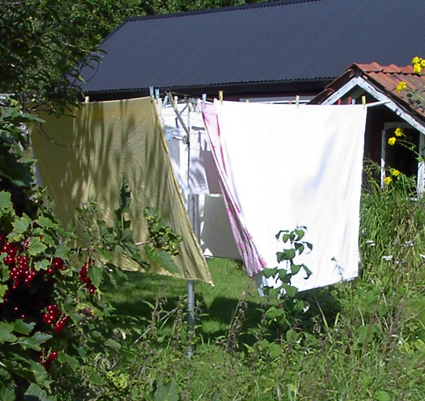
Wäsche hängt zum Trocknen im Freien.

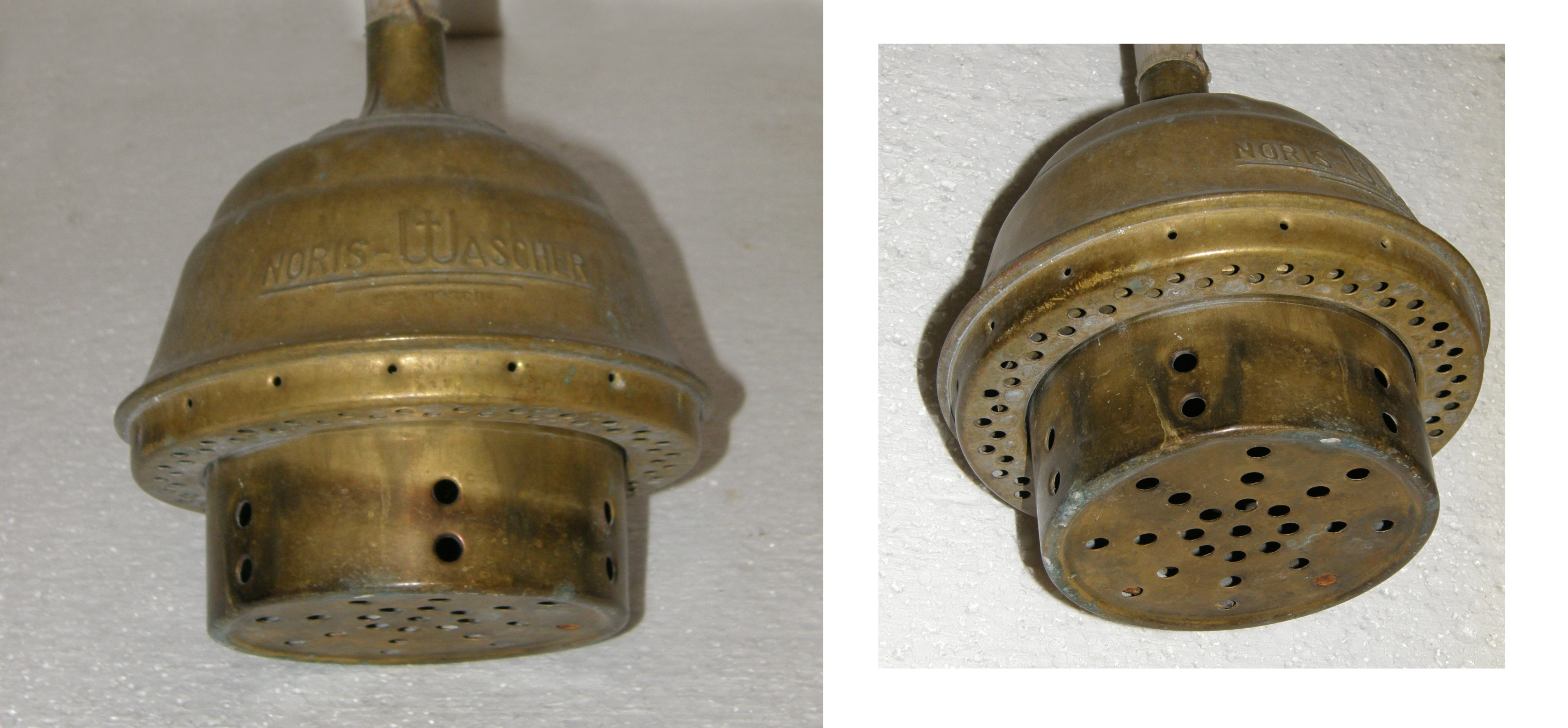
Wäschestampfer

Wäscheklopfer, 1858, Gebrauchsort: Siebenbürgen. Bestand des MEK.

Die Wäsche, also der Vorgang des Waschens von Textilien, kann in unterschiedlichster Form erfolgen. Das Waschen per Hand (auch als Handwäsche bezeichnet) wurde zumindest in den Industrieländern fast völlig durch die Maschinenwäsche, also durch das Waschen in Waschmaschinen, ersetzt. Ausnahmen davon bildet i. d. R. nur die Handwäsche empfindlicher Textilien. Eine andere Form der Reinigung ist neben der klassischen Wäsche heute die Chemische Reinigung. In der Regel ist an Textilien ein Etikett angebracht, auf dem in Form genormter Textilpflegesymbole Waschhinweise gegeben werden. Sie geben auch die empfohlene Waschtemperatur an.
Waschmaschinen sehen für verschiedene Arten von Textilien unterschiedliche Waschprogramme vor: Kochwäsche, Feinwäsche, Buntwäsche etc. (Mit den gleichen Wörtern werden auch die jeweiligen Textilien bezeichnet, siehe unten). Bei diesen Programmen folgen verschiedene Waschgänge aufeinander: z. B.: Vorwäsche, Hauptwäsche, Spülen, Abpumpen, Schleudern.

### Geschichte
Der Waschprozess hat sich in den letzten 100 Jahren stark verändert. In der ersten Hälfte des 20. Jahrhunderts musste die Wäsche noch bis zu 24 Stunden lang eingeweicht, in großen Kesseln gekocht und dann mit verschiedenen Hilfsmitteln (Bleuel, Waschbrett usw.) von Hand bearbeitet werden. Wer es sich leisten konnte, verwendete für empfindliche Wäschestücke Kern- oder Schmierseife; da diese aber recht teuer waren, wurde vorrangig mit Soda gewaschen, was die Hände der Wäscherin sehr stark auslaugte. Zum Ausspülen der Wäsche ging man vielfach noch an den Bach oder die Wasserpumpe, da hierfür sehr viel Wasser benötigt wurde und die Häuser oft noch keine eigenen Wasseranschlüsse hatten. Sehr anstrengend war auch das Auswinden der Wäsche. Weißwäsche und Stücke mit schwer entfernbaren Verschmutzungen wurde oft anschließend noch im Sonnenlicht gebleicht, also auf der „Bleiche“, einer besonders gepflegten Wiese, ausgelegt und mehrfach mit der Gießkanne begossen (an diese Sitte erinnern vielerorts noch Straßennamen wie „Auf der Bleiche“ usw.). Unter Einwirkung des Sonnenlichts entwickelt das Gras Bleichsauerstoff. Da das Waschen so aufwendig war, wuschen wohlhabendere Leute oft nur 2 bis 3 Mal im Jahr; einfache Leute mussten oft einmal im Monat Waschtag abhalten, da sie nicht ausreichend Wäsche hatten. In den Städten gab es schon Waschhäuser und Waschküchen, in welchen mit warmem Wasser gewaschen werden konnte. Dazu wurde Wasser in einem riesigen Kessel erhitzt, woher auch die Bezeichnung der Wasch-„Küche“ kommt. Auch hier erfolgte das Wäschewaschen noch nach dem gleichen Prinzip mit Seife, Soda, Bürste, Waschbrett und Bleuel (der mit längerem Stiel auch zum Durchrühren der Wäsche im Waschzuber verwendet wurde). Eine Erleichterung der Handwäsche wurde mit dem Wäschestampfer erreicht. Bei den neuesten Modellen wurde durch einen gefederten, in der Glocke angebrachten, siebartig durchlöcherten Teil Luft und Lauge jeweils beim Stampfen angesaugt und durch die Wäsche gedrückt.
Bei den ersten Waschmaschinen wurde ein Rührflügelkreuz mit einem mechanischen Hebelwerk von Hand angetrieben. Sie hatten auch keine Kochvorrichtung. Die Wäsche wurde weiterhin im Kochkessel gekocht. Die saubere Wäsche wurde mittels eines am Waschkessel angebrachten Walzenwringers ausgewrungen, um die wertvolle Lauge wieder in der Maschine aufzufangen. Um 1930 herum gab es auch Waschmaschinen, die mittels Anschluss an die Wasserleitung durch den Leitungsdruck angetrieben wurden.
Die erste vollautomatische Waschmaschine für Privathaushalte wurde 1946 in Amerika vorgestellt. Etwa fünf Jahre später fand sie Einzug in die deutschen Haushalte. Zu dieser Zeit kamen dann auch die ersten modernen Vollwaschmittel auf den Markt. Die Preise für dieses neue Produkt waren aber noch derart hoch, dass sich nur wenige den Kauf leisteten. Ihnen blieb das langwierige Schrubben und Bürsten der Wäsche noch nicht erspart. Da auch die Waschmaschinen selbst einen hohen Kaufpreis hatten, war es damals üblich, diese Geräte für einen Tag an Haushalte zu verleihen. In ärmeren Ländern ist dieses Vorgehen auch heute noch üblich.
In den 1970er Jahren setzte sich allmählich die Trommelwaschmaschine durch. Mit ihr wurde das Waschen wesentlich einfacher. Hausfrauen hatten vor allem am Schleudergang ihrer neuen Maschine ihren „Spaß“ – denn wenn die Maschine nicht fest im Boden verankert war, brachten die Vibrationen das Geschirr in den Schränken zum „tanzen“; manche Modelle machten sich auch selbstständig, d. h., die Maschine setzte sich durch die Vibrationen beim Schleudern in Bewegung und ruckelte durch den Raum oder sogar durch Teile des Hauses. Manche Hausfrauen trauten der Maschine aber nicht ganz über den Weg. Aus diesem Grund entstand das „Bullauge“, durch welches sie immer ein Auge auf die Wäsche werfen konnten.
Weil Waschen so einfach geworden ist, wird heute wesentlich häufiger gewaschen, so dass insgesamt doch wieder mehr Energie, Wasser und Zeit verbraucht wird als früher.

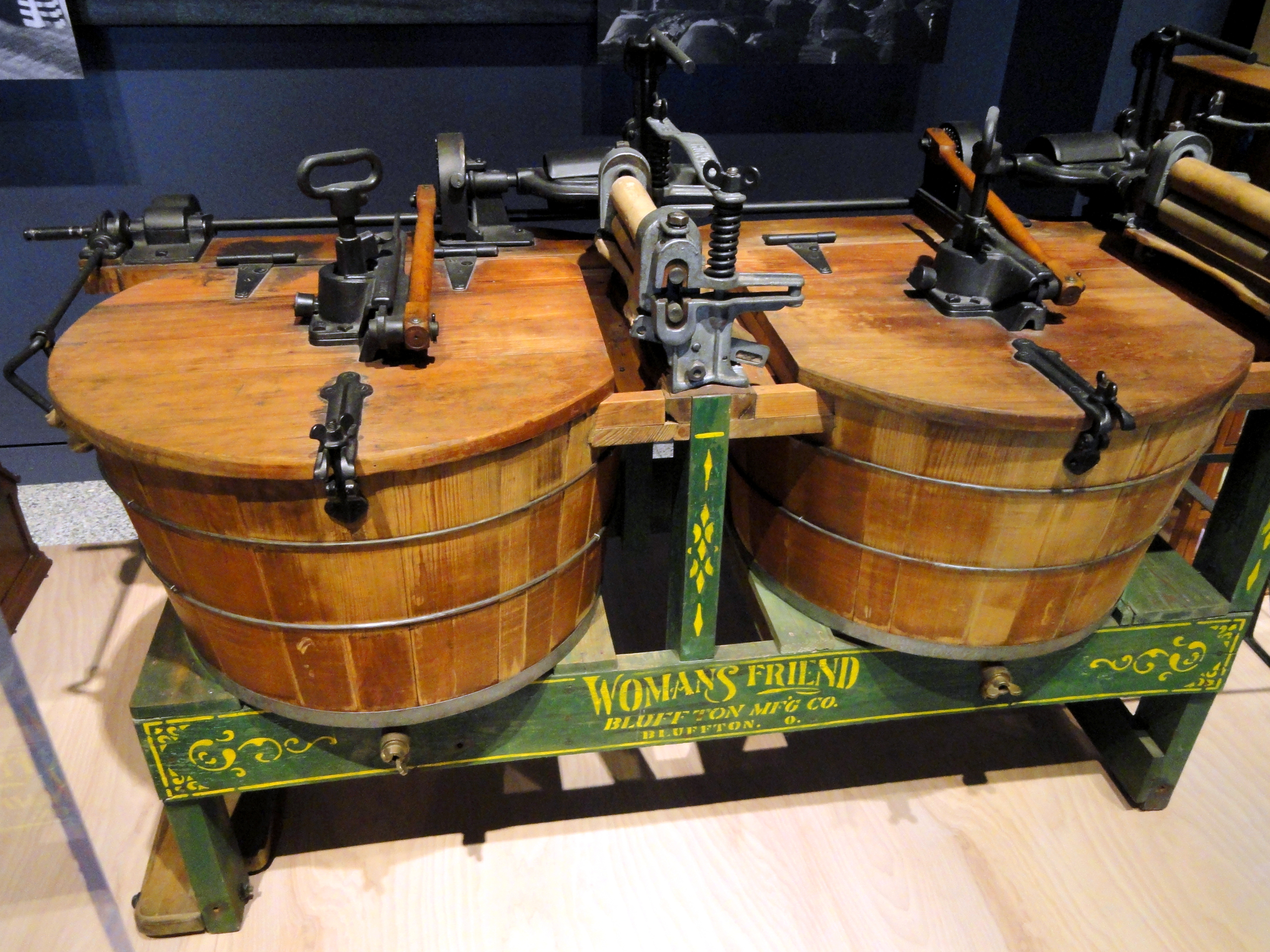
„Woman´s Friend“ (Frauenfreund) (1890)

2009 wurde ein im L’Osservatore Romano erschienener Artikel zum Ausgangspunkt einer Kontroverse, demnach hatte die Waschmaschine mehr zur Befreiung der Frau beigetragen als die chemische Verhütung oder die zunehmende Freigabe der Abtreibung. Eine Studie der Université de Montréal in Kanada äußerte sich ähnlich.

### Wäschezeichen
Als Wäschezeichen wurde sowohl die Markierung von Wäschestücken mit Initialen oder vollem Namen innerhalb eines Haushalt bezeichnet als auch eine Kennzeichnung, die Lohnwäschereien vornahmen, um die Ware dem Kunden zuordnen zu können.
Heute werden solche maschinengestickten Wäschezeichen meist von Großbetrieben wie Krankenhäusern, Hotels u. ä. verwendet. Auch die Pflegeetiketten an sämtlichen heute verkauften Textilien werden Wäschezeichen genannt.

## Wäsche als Bezeichnung für Textilien
Mit Wäsche wird auch die Gesamtheit der waschbaren Textilien bezeichnet, vorzugsweise Unterwäsche, Tischwäsche, Bettwäsche, Nachtwäsche etc. Als Aufbewahrungsort für Wäsche dient im westlichen Kulturkreis traditionell und meist heute noch der Wäscheschrank, die Wäschetruhe oder die Kleiderkammer.

### Wäsche im Sinne von Schmutzwäsche, saubere Wäsche usw.
In Bezug auf den Vorgang des Waschens wird die Gesamtheit der waschbaren Textilien als Wäsche bezeichnet. Die Gesamtheit der verschmutzten Textilien wird Schmutzwäsche genannt. Sie wird (meist nach der Art der Wäsche getrennt) im Wäschekorb oder Wäschepuff gesammelt. Die gereinigten Textilien werden dann als „saubere Wäsche“ bezeichnet.

### Unterscheidung von Wäsche in Buntwäsche, Kochwäsche, Feinwäsche usw.
Textilien unterschiedlichen Materials und unterschiedlicher Verarbeitung lassen unterschiedliche Pflege- und Waschmethoden zu. Unter dem Gesichtspunkt der empfehlenswerten Art des Wäschewaschens unterscheidet man bei Textilien zwischen Buntwäsche, Kochwäsche, Feinwäsche, Wollwäsche etc.
Unter Kochwäsche versteht man strapazierfähige Textilien, die bei 95 °C gewaschen werden können. Dies hilft Mikroorganismen abzutöten. Es handelt sich dabei hauptsächlich um Bettwäsche, Unterwäsche, Haushaltswäsche und Berufskleidung aus Baumwolle, Leinen oder Viskose traditionell meist in weißer, heute zumindest meist in heller Farbe. Dunklere Textilfarben würden die hohen Wassertemperaturen nicht aushalten und abfärben. Waschprogramm in der Waschmaschine: Normalprogramm mit niedrigem Wasserstand und starker Trommelbewegung. Waschmittel: Vollwaschmittel. Die klassische Kochwäsche verbraucht sehr viel Energie; wegen der Leistungsfähigkeit moderner Waschmittel wird stattdessen heute meist bei 60 °C gewaschen. Die Bezeichnung „Kochwäsche“ wird aber meist dennoch beibehalten.
Buntwäsche ist dagegen ein Oberbegriff für alle bunt gefärbten Textilien, die nicht kochecht bzw. farbecht sind, also nicht bei 95 °C gewaschen werden können wie z. B. Bettwäsche, Nachtwäsche, Haushaltswäsche und Berufskleidung. Beim Waschen mit der Waschmaschine steht die Bezeichnung für dasselbe Programm wie die Kochwäsche, lediglich bei geringerer Temperatur. Die Waschtemperatur kann von 30 °C bis 60 °C variieren, der Wasserstand ist normal und die Trommelbewegungen sind stark und kräftig.
Pflegeleichte Wäsche bezeichnet Textilien, die einfach gewaschen werden können und nicht oder nur wenig intensiv gebügelt werden müssen. Dazu gehören insbesondere Textilien aus Kunstfasern (Nylon, Perlon, Polyamid) und aus speziell behandelten Naturfasern (z. B. Baumwolle) und Mischgewebe. Die Fasern nehmen in der Regel weniger Schmutz auf, sind leichter zu waschen und nehmen beim Trocknen wieder ihre ursprüngliche Form an, knittern also nicht stark. Die meisten Waschmaschinen haben einen speziellen Waschgang für pflegeleichte Textilien, der etwas weniger lang dauert als der Normalwaschgang. Auch wirkt er schonend, denn die mechanische Beanspruchung im entsprechenden Waschprogramm liegt zwischen Koch-/Buntwäsche und Feinwäsche. Um das Bügeln zu umgehen, sollte dabei die Waschmaschine nicht zu voll geladen werden.
Feinwäsche bezeichnet empfindliche weiße und bunt gefärbte Textilien, meist aus Chemiefasern (Synthetik), sowie Gardinen. Waschprogramm in der Waschmaschine: „Feinwäsche“ – mit hohem Wasserstand, halber Füllmenge und verringerter Trommelbewegung bei Temperaturen von kalt über 30 °C bis 40 °C. Klassische Herren-Oberhemden erlauben auch eine Waschtemperatur von 60 °C. Waschmittel: Feinwaschmittel bzw. bei Gardinen Spezialwaschmittel für Gardinen.
Wollwäsche bezeichnet weiße und bunt gefärbte Textilien aus Seide und Wolle, meist Schafwolle (Schurwolle). Auch die weißen Flokatiteppiche gehören ebenso hierher wie Übergardinen. Sofern nicht Handwäsche zwingend vorgeschrieben ist, wählt man als Waschprogramm in der Waschmaschine: Wolle mit hohem Wasserstand. Die Trommelbewegung entspricht etwa der Hälfte der Trommelbewegung aus „pflegeleicht“ – fein, wobei während der Aufheizphase jegliche Trommelbewegung komplett eingestellt ist (automatische Einweichphase). Waschtemperatur kalt bis 30 °C. Waschmittel: Spezialwaschmittel für Seide, Spezialwaschmittel für Wolle, wegen der chemischen Identität ebenso gut auch Haarshampoo.

### Wäsche im Sinne von Bettwäsche, Unterwäsche, Haushaltswäsche usw.
Textilien, die besonderen hygienischen oder Reinlichkeits-Anforderungen unterliegen, werden traditionell meist als weiße, kochfeste Textilien hergestellt (Bett-, Nacht-, Haushalts-, Tisch-, Unterwäsche usw.). Auf diese Textilien bezieht sich das Wort „Wäsche“ in seiner dritten Bedeutung:
Mit dem Wort „Wäsche“ ist hier also nicht mehr die Gesamtheit aller waschbaren Textilien gemeint, sondern gemeint sind spezielle Arten von Textilien im Gegensatz zu anderen Textilien, die keine Wäsche sind (Oberbekleidung, Vorhänge, Polsterbezüge etc.).
Heute werden solche Textilien oft auch in Farbe (farbige Bett- und Unterwäsche) oder aus nicht kochfähigem Material (z. B. Unterwäsche aus Nylon) hergestellt, manchmal sogar aus nicht-waschbarem Material (z. B. bei Reizwäsche). In den entsprechenden Bereichen wird aber dennoch die Bezeichnung Wäsche weiterverwandt.

## Redewendungen
- Seit 1930 wird die phraseologische Verbindung dumm aus der Wäsche schauen für einen einfältigen, verständnislosen Gesichtsausdruck benutzt (vgl. WddU S. 906).
- Die Wortverbindung schmutzige Wäsche waschen (Fehler eines anderen missgünstig erörtern) wird seit dem 19. Jh. (vgl. WddU S. 906) gebraucht.
- Jemandem an die Wäsche gehen – jemanden tätlich angreifen, jemanden sexuell belästigen.

## Genderaspekt
Heute ist Beruf und Bezeichnung Wäscherin aus dem täglichen Wortschatz praktisch verschwunden. Und Wäscher hat es, auch sprachlich, nie gegeben. „Wäscherin“ ist eine sprachlich natürlich gewachsene Berufsbezeichnung, bei der heute das Gendern nicht durchgesetzt werden muss wie z. B. bei dem Beruf Ärztin. Mit dem Wort „Wäscherin“ ist/war das männliche Geschlecht grundsätzlich nie mitgemeint, was ein seltener Fall der Selbstverständlichkeit für die Silbe -in bedeutet.
Die Bezeichnung Wäscherin gehört zu den Wörtern, bei dem sich das Vorhandensein sozialer Ungerechtigkeit zwischen den Geschlechtern in der natürlich gewachsenen Sprache ausdrückt.

## Siehe auch

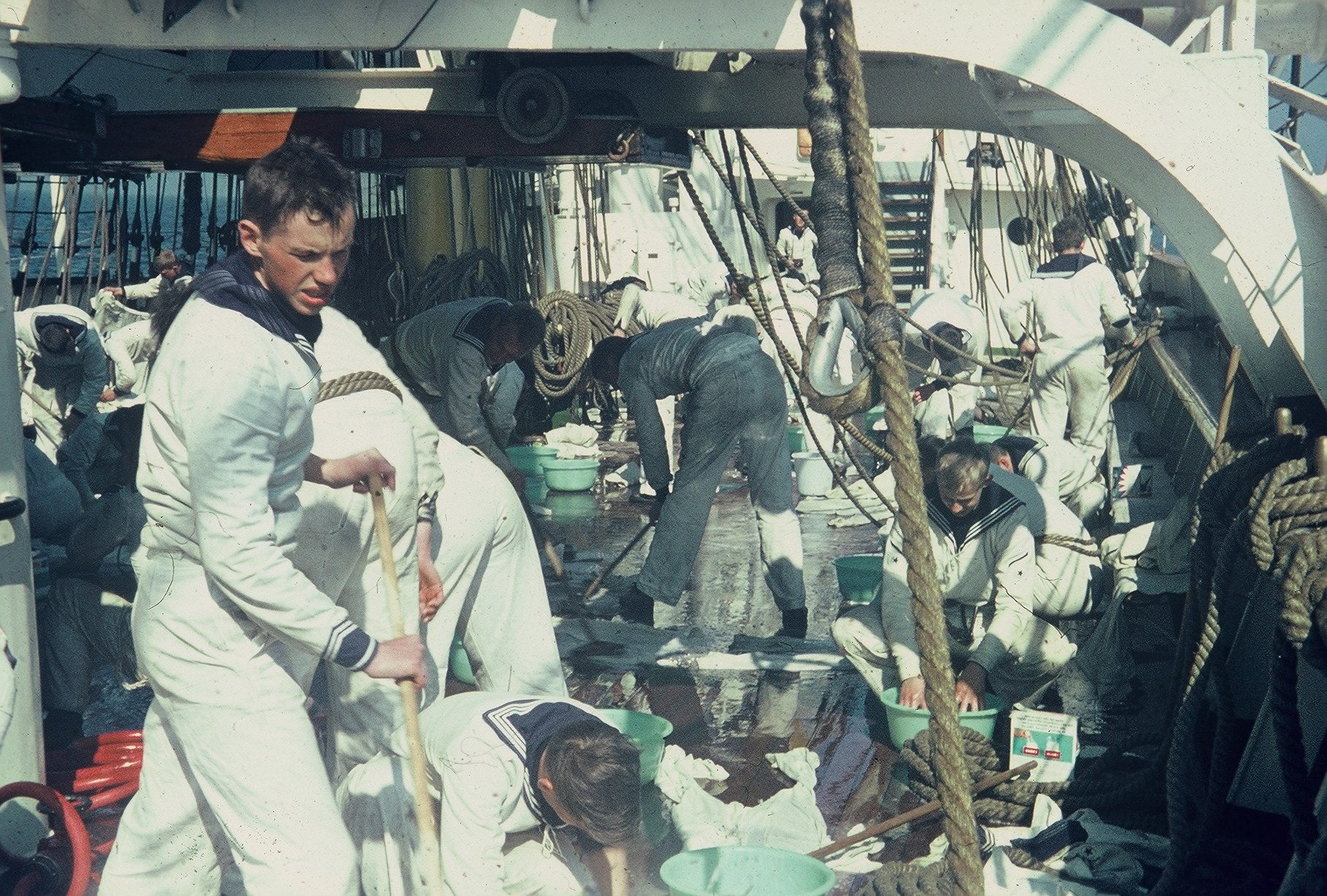
Waschtag auf der Gorch Fock (1968)